# Elżbieta Walezjuszka
Elżbieta Walezjuszka, fr. Èlisabeth de Valois, eng. Elizabeth of France, (ur. 2 kwietnia 1545, zm. 3 października 1568) – córka króla Francji Henryka II Walezjusza i Katarzyny Medycejskiej. Królowa Hiszpanii jako trzecia żona Filipa II.
Urodziła się w zamku w Fontainebleau. W dzieciństwie dzieliła sypialnię z narzeczoną swojego brata Franciszka, która była w tym samym wieku co ona, Marią, królową Szkotów. Obie pozostały bliskimi przyjaciółkami aż do śmierci. Cicha i nieśmiała Elżbieta była przeciwieństwem swojej matki, ale była jej najulubieńszym dzieckiem.
Na mocy podpisanego pokoju w Cateau-Cambrésis w 1559 roku poślubiła Filipa II Habsburga (zdążył on już dwukrotnie owdowieć po Marii Manueli Portugalskiej i Marii I Tudor), króla Hiszpanii – syna cesarza Karola V Habsburga i Izabeli Portugalskiej. Elżbieta pierwotnie miała poślubić Don Karola, syna Filipa II. Jednakże ze względu na jego chorobę natury psychicznej, do tego ślubu nie doszło.
Ślub Elżbiety i Filipa został zawarty per procura w paryskiej katedrze Notre-Dame, a Filipa II zastępował książę Alba. Ceremonię powtórzono w hiszpańskiej Guadalajarze. Elżbieta została trzecią żoną Filipa II.
Filip II był oczarowany 14-letnią panną młodą i oddalił z dworu swoje metresy, a Elżbieta, mimo różnicy wieku, również była zadowolona z męża. W listach do matki pisała, że uważa się za szczęściarę, bo poślubiła takiego czarującego monarchy. Filip II, aby zabawić żonę, organizował turnieje. Sofonisba Anguissola, pierwsza włoska kobieta artystka, była damą dworu Elżbiety w latach 1559–1569 i namalowała wiele portretów królowej. Elżbieta otoczyła opieką trzech młodych książąt, zamieszkujących hiszpański dwór; Don Karola, Don Jana (nieślubnego syna Karola V), i Aleksandra Farnese (księcia Parmy, wnuka Karola V poprzez jego nieślubną córkę Małgorzatę). Elżbieta i jej niedoszły małżonek Don Karol pozostawali w ciepłych i przyjacielskich relacjach. Mimo często swoich dziwnych zachowań, Don Karol zawsze był miły dla Elżbiety, a kiedy Filip II rozkazał go aresztować (co doprowadziło do śmierci księcia), Elżbieta płakała przez kilka dni.

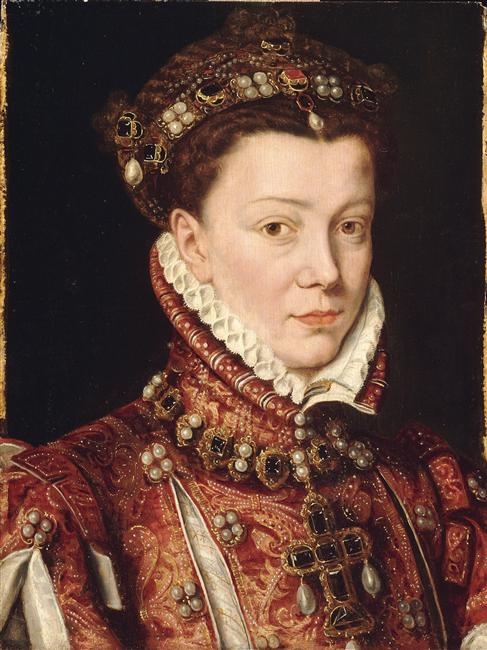
Elżbieta Walezjuszka

Filip II był przywiązany do Elżbiety, nie opuścił jej nawet, kiedy zachorowała na ospę. Pierwsza ciąża Elżbiety w 1564 zakończyła się poronieniem dwóch dziewczynek. W 1566 urodziła Izabelę Klarę Eugenię, a rok później (1567) Katarzynę Michalinę. Te córki były oczkiem w głowie Filipa II, znanego przede wszystkim ze skrytości i ponurego usposobienia - zezwalał nawet córkom wsparcie w jego królewskich obowiązkach, np. Izabela tłumaczyła korespondencje z języka włoskiego na hiszpański.
3 października 1568 Elżbieta poroniła syna i tego samego dnia zmarła. Po jej śmierci, jej matka zaproponowała Filipowi II rękę Małgorzaty Walezjuszki, młodszej siostry Elżbiety, ale Filip odmówił.

## Potomstwo Elżbiety i Filipa II
- Infantka Izabela Klara Eugenia (8 grudnia 1566, Segowia – 12 grudnia 1633, Bruksela). Poślubiła swojego habsburskiego kuzyna – arcyksięcia Austrii – Albrechta Hasbsburga (1559–1621), który został regentem w hiszpańskich Niderlandach (1598). Mieli oni troje dzieci, wszystkie zmarły jednak we pierwszych latach życia. Ich wspólne rządy rozpoczęły złotą erę habsburskich Niderlandów. Po śmierci Albrechta arcyksiężna rządziła dalej w imieniu swojego bratanka, Filipa IV – króla Hiszpanii, przez co najmniej 12 lat.

- Katarzyna Michalina (10 października 1567 – 6 listopada 1597). Poślubiła Karola Emanuela I, księcia Sabaudii, i została matką Wiktora Amadeusza I.